# صفقة لويزيانا

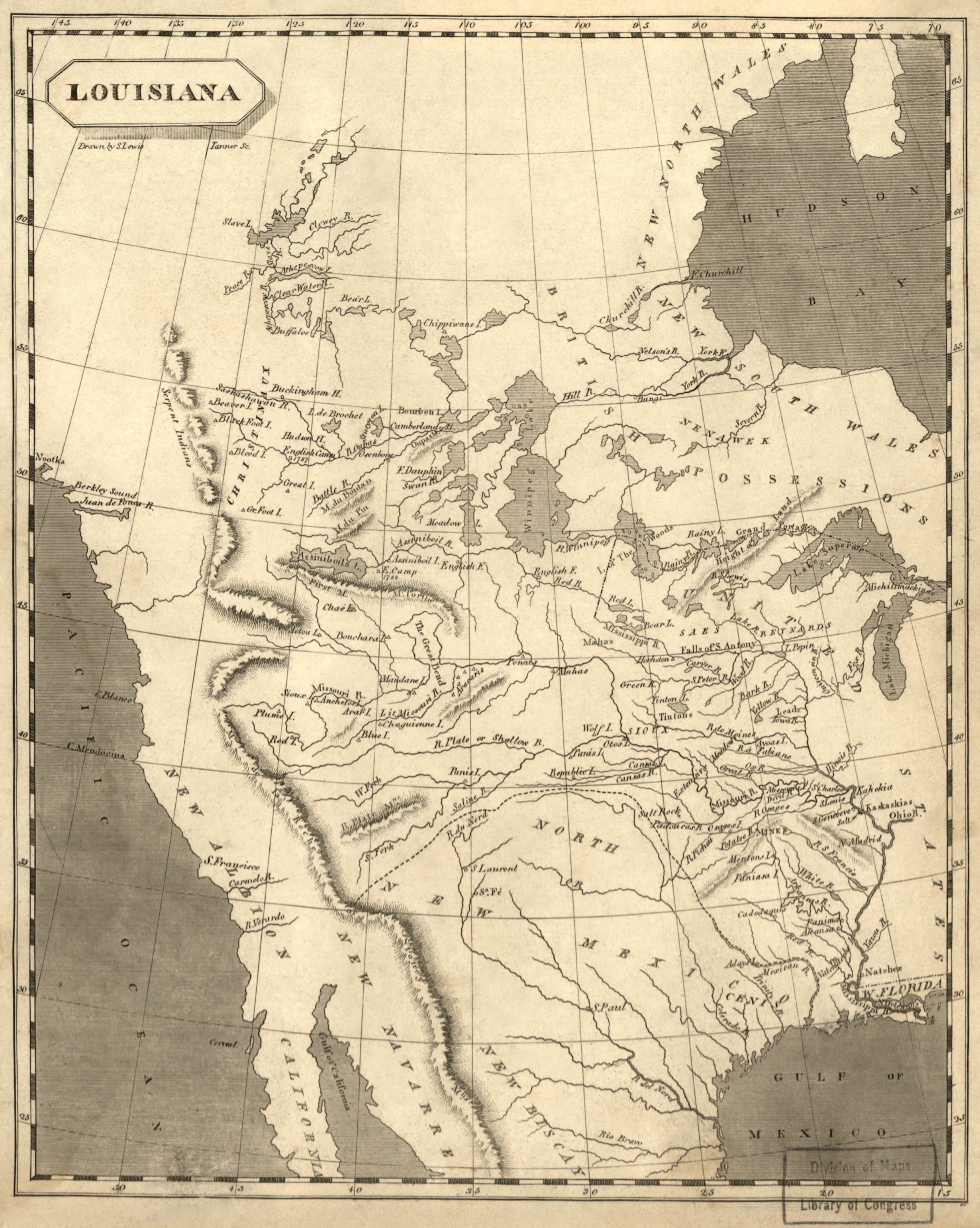
خريطة لويزيانا عام 1804م، محاطة من الغرب بجبال الروكي

كانت شراء لويزيانا (بالإنجليزية: Louisiana Purchase)‏ صفقة حصلت فيها الولايات المتحدة على إقليم لويزيانا من فرنسا النابليونية في عام 1803. استملكت الولايات المتحدة اسميًا إجمالي مساحة 828,000 ميل مربع (2,140,000 كم مربع؛ 530,000,000 فدان) مقابل 15,000,000 دولار، أو ما يقارب 18 دولار للميل المربع. رغم أن فرنسا كانت تسيطر على جزء صغير من هذه المنطقة، ويشغل الأمريكيون الأصليون مساحة كبيرة منها؛ بالنسبة للمنطقة بمعظمها، فإن ما اشترته الولايات المتحدة كان حقًّا «استباقيًا» بالحصول على أراضي «الهنود» بموجب معاهدةٍ أو عن طريق الاحتلال، وبإقصاء القوى الاستعمارية الأخرى. قُدرت التكلفة الإجمالية لجميع المعاهدات والتسويات المالية اللاحقة حول الأراضي بنحو 2.6 مليار دولار.
سيطرت مملكة فرنسا على إقليم لويزيانا من عام 1699 حتى عام 1762 وذلك حين تنازلت عنها لإسبانيا. في عام 1800، استعاد نابليون، القنصل الأول للجمهورية الفرنسية، ملكية لويزيانا كجزء من مشروع ذو نطاق أوسع يشمل إعادة تأسيس إمبراطورية فرنسية استعمارية في أمريكا الشمالية. ومع ذلك، فإن فشل فرنسا في إخماد ثورةٍ اندلعت في سان دومينغو، إلى جانب احتمالية تجدد الحرب مع المملكة المتحدة، دفع نابليون إلى التفكير في بيع لويزيانا إلى الولايات المتحدة. كان الاستحواذ على لويزيانا هدفًا طويل الأمد للرئيس توماس جيفرسون، الذي كان يتطلع بشكل خاص إلى السيطرة على ميناء نيو أورلينز الحيوي على نهر المسيسيبي. كلف جيفرسون جيمس مونرو وروبرت آر. ليفينغستون بشراء نيو أورلينز. بالتفاوض مع وزير الخزانة الفرنسي فرانسوا باربي ماربوا (الذي كان يعمل باسم نابليون)، وافق الممثلون الأمريكيون سريعًا على شراء أراضي لويزيانا بأكملها بعد عرضها. بتجاوزهما معارضة الحزب الفدرالي، أقنع جيفرسون ووزير الخارجية جيمس ماديسون الكونغرس بإقرار صفقة لويزيانا وتمويلها.
مدت صفقة لويزيانا سيادة الولايات المتحدة عبر نهر المسيسيبي، فضاعفت تقريبًا الحجم الاسمي للبلاد. شملت الصفقة أراضٍ من 15 ولاية أمريكية حالية ومقاطعتين كنديتين، بما في ذلك أركنساس وميسوري وأيوا وأوكلاهوما وكنساس ونبراسكا بأكملهم؛ وأجزاء كبيرة من داكوتا الشمالية وداكوتا الجنوبية؛ ومنطقة مونتانا ووايومينع وكولورادو شرق خط التقسيم القاري؛ وجزء مينيسوتا الواقع غرب نهر المسيسيبي؛ والجزء الشمالي الشرقي من نيو مكسيكو؛ والأجزاء الشمالية من ولاية تكساس؛ ونيو أورلينز والأجزاء الواقعة غرب نهر المسيسيبي من ولاية لويزيانا الحالية؛ وأجزاء صغيرة ضمن نطاق ألبرتا وساسكاتشوان. في وقت إجراء الصفقة، بلغ تعداد سكان لويزيانا من غير الأصليين نحو 60,000 نسمة، نصفهم عبيد أفارقة. جرت تسوية الحدود الغربية في الصفقة لاحقًا بموجب معاهدة آدمز-أونيس مع إسبانيا عام 1819، في حين عُدلت الحدود الشمالية فيها بموجب معاهدة عام 1818 مع بريطانيا.

## المفاوضات
ولو أن انتقال الأراضي من إسبانيا إلى فرنسا في عام 1800 مرّ عمومًا دون ملاحظة تذكر، فقد انتشر الخوف من غزو فرنسي محتمل عبر أمريكا عندما أرسل نابليون في عام 1801 قوة عسكرية لإحكام السيطرة على نيو أورلينز. خشي الجنوبيون من تحرير نابليون لجميع العبيد في لويزيانا، فلربما ينجم عن ذلك انتفاضات للعبيد في أماكن أخرى. على الرغم من دعوة جيفرسون إلى الوسطية، فقد سعى الفيدراليون لاستخدام هذا الأمر ضده وحثوا على تنفيذ أعمال عدائية ضد فرنسا. بعد تقويضهم، هدد جيفرسون بتشكيل تحالفٍ مع المملكة المتحدة، على الرغم من أن العلاقات كانت غير مستقرة في هذا الصدد. في عام 1801، دعم جيفرسون فرنسا في خطتها لاستعادة سان دومينغو (هايتي الحالية)، التي كانت آنذاك تحت سيطرة توسان لوفرتور بعد تمردٍ للعبيد. أرسل جيفرسون ليفينغستون إلى باريس في عام 1801 بتفويضٍ منه لشراء نيو أورلينز.
في يناير 1802، أرسلت فرنسا الجنرال تشارلز لوكلير في حملة عسكرية إلى سان دومينغو لإعادة فرض السيطرة الفرنسية على هذه المستعمرة التي أصبحت مستقلة تحت سلطة لوفرتور. كان لوفرتور، بصفته جنرالًا فرنسيًا، قد صد غارات القوى الأوروبية الأخرى، لكنه بدأ أيضًا في إحكام قبضته على الجزيرة. قبل الثورة، كانت فرنسا قد جنت ثروة هائلة من سان دومينغو على حساب حياة العبيد وحريتهم. أراد نابليون رد عائداتها وإنتاجيتها إلى فرنسا. أعلن جيفرسون الحياد فيما يتعلق بمنطقة البحر الكاريبي، نتيجة قلقه إزاء الإجراءات الفرنسية وعزمها على إعادة تأسيس إمبراطورية لها في أمريكا الشمالية، ورفضَ إقراض الفرنسيين وتقديم مساعدات أخرى، لكنه سمح لبضائع الحرب المهربة بالوصول إلى المتمردين لمنع فرنسا من استرداد موضع مكين لها.
في عام 1803، بدأ بيير صامويل دو بونت دي نيمور، أحد النبلاء الفرنسيين، بالمساعدة في المفاوضات مع فرنسا بناءً على طلب جيفرسون. كان دو بونت مستقرًا حينها في الولايات المتحدة وتربطه علاقات وثيقة مع جيفرسون والسياسيين البارزين في فرنسا على حد سواء. انخرط في مساع دبلوماسية سرية مع نابليون نيابةً عن جيفرسون خلال زيارة له إلى فرنسا وكوّن فكرة شراء لويزيانا ذات المساحة الأكبر كوسيلة لنزع فتيل الصراع المحتمل بين الولايات المتحدة ونابليون حول أمريكا الشمالية.

طوال هذا الوقت، كان لدى جيفرسون معلومات استخباراتية متجددة عن أنشطة نابليون العسكرية ونواياه في أمريكا الشمالية. كان إعطاء دو بونت بعض المعلومات التي حُجبت عن ليفينغستون جزءًا من استراتيجيته المتطورة. في محاولة يائسة لتجنب الحرب المحتملة مع فرنسا، أرسل جيفرسون جيمس مونرو إلى باريس عام 1803 للتفاوض على تسوية، مع تعليمات بالذهاب إلى لندن للتفاوض على تشكيل تحالفٍ إذا ما فشلت المحادثات في باريس. ماطلت إسبانيا حتى أواخر عام 1802 في تنفيذ معاهدة نقل لويزيانا إلى فرنسا، مما سمح للعداء الأمريكي بالتصاعد. أيضًا، عنى رفض إسبانيا التنازل عن فلوريدا لفرنسا، أنه لا يمكن الدفاع عن لويزيانا. كان مونرو قد طُرد رسميًا من فرنسا في آخر مهمة دبلوماسية له، وكان خيار إرساله مرة أخرى ينقل فكرةً عن جدية الأمر.

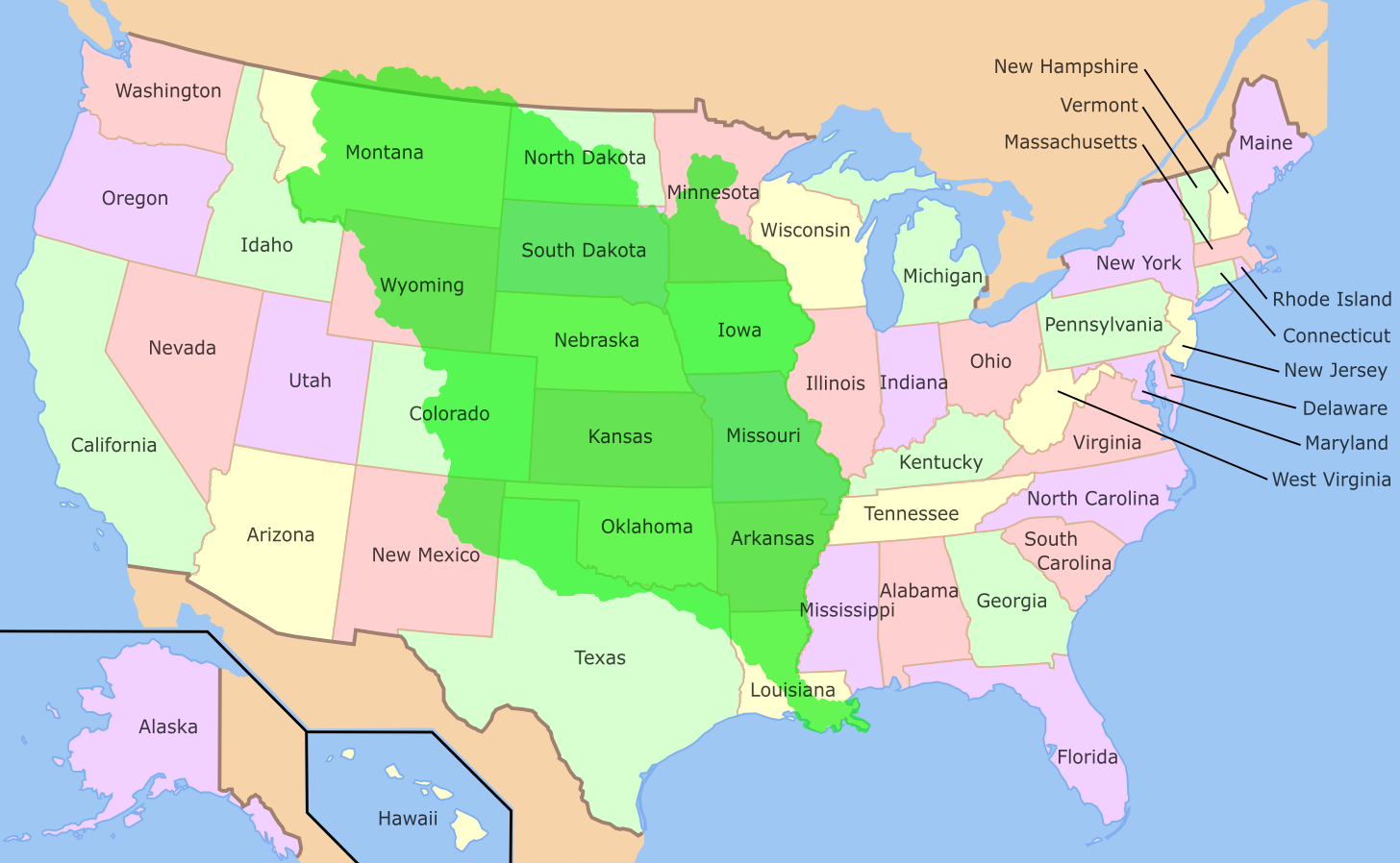
خريطة صفقة لويزيانا مقارنة بحدود الولايات الأمريكية في عام 2008. صفقة لويزيانا تظهر بالأخضر فوق الولايات الحالية.

احتاج نابليون إلى السلام مع المملكة المتحدة للاستيلاء على لويزيانا. وإلا ستكون لويزيانا فريسة سهلة لغزو محتمل من بريطانيا أو الولايات المتحدة. ولكن في أوائل عام 1803، بدا استمرار الحرب بين فرنسا والمملكة المتحدة أمرًا لا مفر منه. في 11 مارس 1803، بدأ نابليون بالتحضير لغزو بريطانيا العظمى.
في سان دومينغو، أسرت قوات لوكلير لوفرتور، لكن سرعان ما تعثرت حملتهم في مواجهة المقاومة الشرسة والأمراض. في بدايات عام 1803، قرر نابليون التخلي عن خططه بإعادة بناء إمبراطورية فرنسية في العالم الجديد. بدون عائدات كافية من مستعمرات السكر في منطقة البحر الكاريبي، كانت لويزيانا عديمة القيمة بالنسبة له. لم تكن إسبانيا قد أكملت بعد عملية نقل لويزيانا إلى فرنسا، وكانت الحرب بين فرنسا والمملكة المتحدة وشيكة. بدافع الغضب من إسبانيا ووجود فرصة فريدة لبيع شيء عديم الفائدة ولم يكن ملكه فعلًا بعد، قرر نابليون بيع المنطقة بأكملها.
على الرغم من أن وزير الخارجية تاليران عارض الخطة، في 10 أبريل 1803، أخبر نابليون وزير الخزانة فرانسوا باربي ماربوا أنه يفكر في بيع إقليم لويزيانا بأكمله إلى الولايات المتحدة. في 11 أبريل 1803، قبل أيام فقط من وصول مونرو، عرض باربي ماربوا على ليفينغستون لويزيانا بأكملها مقابل 15 مليون دولار، بوسطي أقل من ثلاثة سنتات للهكتار. يعادل مجموع 15 مليون دولار نحو 320 مليون دولار في 2019، أو 60 سنت للفدان (7 سنتات للهكتار). كان الممثلون الأمريكيون على استعداد لدفع ما يصل إلى 10 ملايين دولار مقابل نيو أورلينز وضواحيها، لكنهم ذُهلوا عندما عُرضت المنطقة ذات الحجم الأكبر بكثير مقابل 15 مليون دولار. سمح جيفرسون لليفينغستون بشراء نيو أورلينز فقط. ومع ذلك، كان ليفينغستون على يقين من أن الولايات المتحدة ستقبل العرض.
اعتقد الأمريكيون أن نابليون قد يسحب العرض في أي وقت، مما يمنع الولايات المتحدة من الحصول على نيو أورلينز، لذلك وافقوا ووقعوا على اتفاقية شراء لويزيانا في 30 أبريل 1803 في فندق توبوف في باريس. وقع عليها روبرت ليفينغستون وجيمس مونرو وفرانسوا باربي ماربوا. بعد التوقيع صرح ليفينغستون تصريحه المشهور، «لقد عشنا طويلًا، لكن هذا العمل هو الأمجد في حياتنا كلها ... من اليوم أخذت الولايات المتحدة مكانها بين قوى الصف الأول». أُعلن عن المعاهدة في 4 يوليو 1803 لكن الوثائق لم تصل واشنطن العاصمة حتى 14 يوليو. كان إقليم لويزيانا شاسعًا، ويمتد من خليج المكسيك في الجنوب إلى أرض روبرت في الشمال، ومن نهر المسيسيبي في الشرق إلى جبال روكي في الغرب. ضاعف الاستحواذ على الأراضي من حجم الولايات المتحدة.
في نوفمبر 1803، سحبت فرنسا قواتها الباقية البالغ عددها 7,000 جندي (توفي أكثر من ثلثي قواتها هناك) وتخلت عن طموحاتها في نصف الكرة الغربي. في عام 1804 أعلنت هايتي استقلالها؛ ولكن خوفًا من تمرد العبيد في الداخل، رفض جيفرسون وبقية الكونغرس الاعتراف بالجمهورية الجديدة، والثانية في نصف الكرة الغربي، وفرضوا حظرًا تجاريًا عليها. أعاق هذا الأمر، إلى جانب المطالبة الفرنسية الناجحة بتعويض قدره 150 مليون فرنك في عام 1825، قدرة هايتي بشدة على إصلاح اقتصادها بعد عقود من الحرب.